# Pterocheilus auriantius
Pterocheilus auriantius är en stekelart som beskrevs av Kostylev 1940. Pterocheilus auriantius ingår i släktet palpgetingar, och familjen Eumenidae. Inga underarter finns listade i Catalogue of Life.